# Portada/efemèride novembre 17
Protesta a Praga durant la Revolució de Vellut.
« 16 de novembre · 17 de novembre · 18 de novembre »